# Wolfgang Jaeger (Radsportler)
Wolfgang Jaeger (* 4. Juni 1936 in Berlin) ist ein ehemaliger deutscher Radsportler.

## Sportliche Laufbahn
Wolfgang Jaeger begann mit dem Radsport 1955 bei der BSG Traktor Ludwigsfelde. Seit 1957 startete er für die BSG Empor Nord Berlin. Für den Leistungssport wurde er vom ehemaligen Radsportler Karl Wiemer entdeckt, der die Fahrer der Sportvereinigung Traktor auf die DDR-Rundfahrt 1956 vorbereitete. Wiemer holte ihn, nachdem er ihn im Training beobachtet hatte, sofort in das Rundfahrt-Team.  Dort überraschte er mit dem zweiten Platz im Einzelzeitfahren hinter dem späteren Gesamtsieger Alphonse Hermanns aus Belgien. In der Gesamtwertung belegte er allerdings nur den 65. Platz. 1958 kam er auf eben diesem Rang ins Ziel und war damit Letzter der Rundfahrt. Seine Spezialdisziplin war die Einerverfolgung auf der Bahn. In dieser Disziplin war er 1960 DDR-Meister vor Bernd Barleben, nachdem er in den voran gegangenen beiden Jahren jeweils die Silbermedaille bei den Meisterschaftsrennen gewonnen hatte. Da er BSG-Fahrer war, wurde er aber trotz seiner Leistungen nicht für die DDR-Auswahlmannschaft für die Olympischen Spiele in Rom berücksichtigt.
Jaeger bestritt auch erfolgreich Straßenrennen. So gewann er 1959 Berlin-Cottbus-Berlin, das in jenem Jahr über 324 Kilometer und zwei Etappen ausgetragen wurde. 1958 hatte er die Berliner Meisterschaft auf der Straße gegen alle Leistungsklassefahrer gewonnen. Seine Tempohärte verhalf ihm zu Siegen in Rundstreckenrennen und zu etlichen Siegen bei Rennen auf der Bahn der Berliner Werner-Seelenbinder-Halle. Nach seinem Meistertitel von 1960 trat er kaum mehr in Erscheinung, für 1961 finden sich keine Ergebnisse mehr für ihn.

## Berufliches
Wolfgang Jaeger absolvierte eine Ausbildung zum Maschinenschlosser.